# Рамирес, Игнасио
Хуан Игнасио Рамирес Полеро (исп. Juan Ignacio Ramírez Polero; родился 1 февраля 1997 года, Мерседес) — уругвайский футболист, нападающий клуба «Ньюэллс Олд Бойз».

## Биография
Рамирес — воспитанник столичного клуба «Ливерпуль». 21 февраля 2016 в матче против «Хувентуд Лас-Пьедрас» он дебютировал в уругвайской Примере. 12 марта 2017 года в поединке против столичного «Бостон Ривер» Игнаисо забил свой первый гол за «Ливерпуль».
Вторую половину года на правах аренды провёл во французском «Сент-Этьене». В начале 2022 года отправился в аренду в «Насьональ».
В 2019 году в составе олимпийской сборной Уругвая Рамирес принял участие в Панамериканских играх в Перу. На турнире он сыграл в матчах против команд Перу, Аргентины, Ямайки, Гондураса и Мексики. В поединке против гондурасцев Игнасио забил гол.